# Monticello (Iowa)
Pour les articles homonymes, voir Monticello (homonymie).
Monticello est une ville du  comté de Jones, en Iowa, aux États-Unis. Elle est incorporée le 24 septembre 1889.

## Source de la traduction
- (en) Cet article est partiellement ou en totalité issu de l’article de Wikipédia en anglais intitulé « Monticello, Iowa » (voir la liste des auteurs).